# Ceylon
Ceylon — объектно-ориентированный язык программирования высокого уровня со строгой статической типизацией и комплект средств разработки, разрабатываемые компанией Red Hat. Язык основан на Java, а программы написанные на Ceylon могут быть запущены на виртуальных машинах Java или на движке JavaScript.
Перед проектом стоит задача избавления разработчиков от проблем языка Java:
- улучшение структурированных данных и пользовательских интерфейсов,
- модульность версии языка,
- поддержка функций первого и более высокого порядков,
- избавление от неуклюжего метапрограммирования.

Название языка является отсылкой к языку Java (остров Ява известен как поставщик кофе, а Цейлон —ныне Шри-Ланка — является всемирно известным поставщиком чая).

## Особенности языка
Ceylon наследует большую часть синтаксиса Java. Пример Hello, world!:
```
shared
 
void
 
hello
()
 
{

    
print
(
"Hello, World!"
);

}

```

### Полиморфизм операторов
Цейлон не будет предоставлять перегрузку операторов, поскольку она считается излишне запутанной, но вместо этого поддерживает полиморфизм операторов, при котором оператор является указателем на метод встроенного типа. Предполагается, что данный подход будет безопаснее и проще, нежели истинная перегрузка операторов.

## Другие языки для платформы JVM
- Kotlin — язык программирования разрабатываемый компанией JetBrains
- Scala — язык пропагандирующий идеи FP
- Xtend — воплощение идей model-driven программирования.
- Clojure — современный диалект Лиспа